# ホンササウシノシタ
ホンササウシノシタ (学名: Solea solea) は、カレイ目ササウシノシタ科の魚である。ヨーロッパソールとも呼ばれる。
北大西洋及び地中海の砂質や土質の海底に棲息し、自ら土に半分潜り込んで生活する。食用魚であり、トロール網で漁獲される。

## 概要

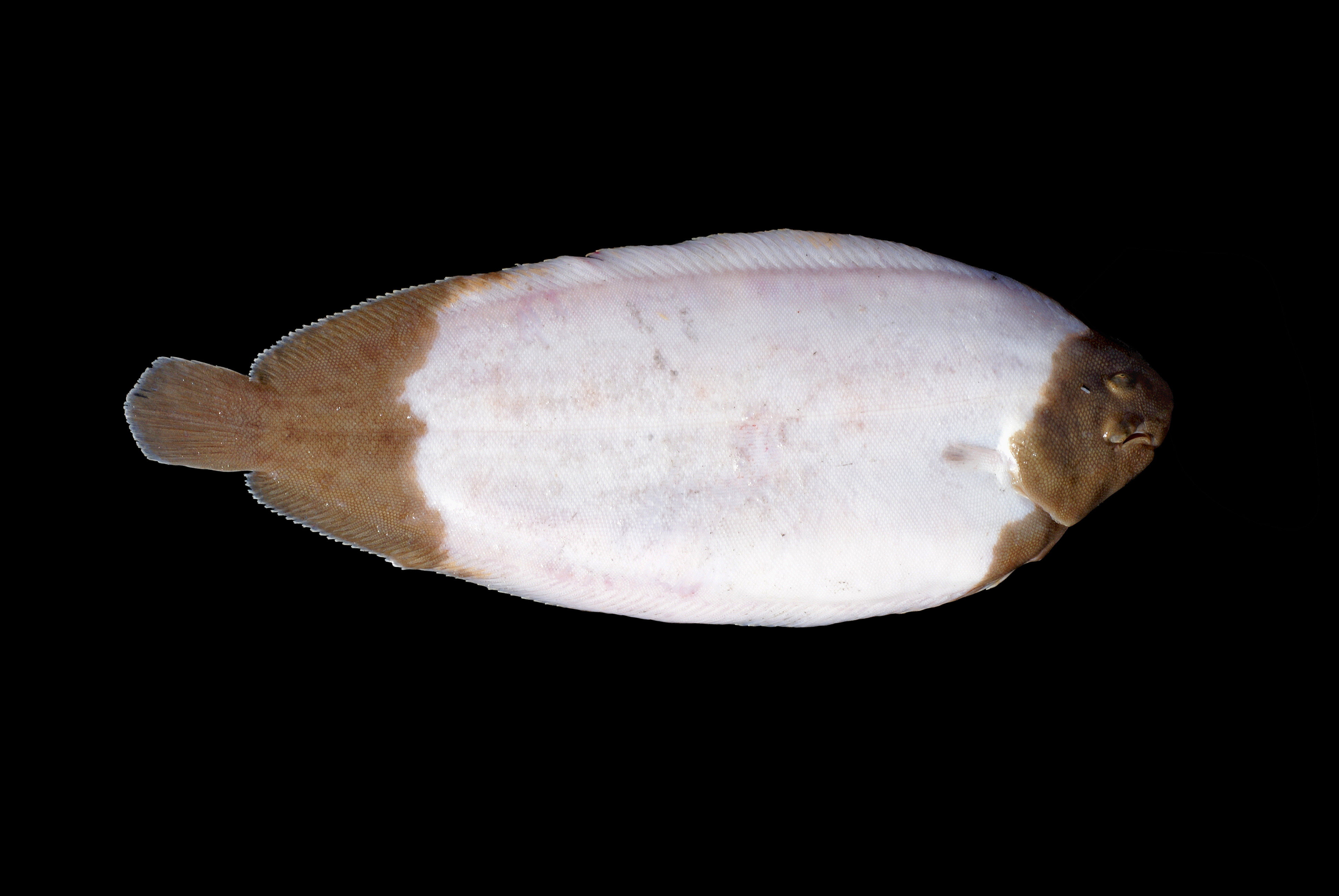
北海で発見された半アルビノのヒラメ

体の右半分に互いに接近して小さな目が付いている。これにより、半身を砂中に潜めながら獲物が通るのを待つことができる。カレイ目の他の魚と同様に、孵化した時点では体の両側に目があり、体長が約1センチメートルになると成体に変態する。上半分は灰茶色だが、下半分は白い。最大体長70センチメートル程度になる。

## 分布と棲息
海底を砂か泥が覆っている比較的浅い場所を好む。ノルウェー南部からセネガルにかけての東大西洋や地中海ほぼ全域に棲息する。冬季には、北海南部の温かい海域に移動する。イギリスでは、小さなヒラメは"slip"として販売される。

## 食用としての利用

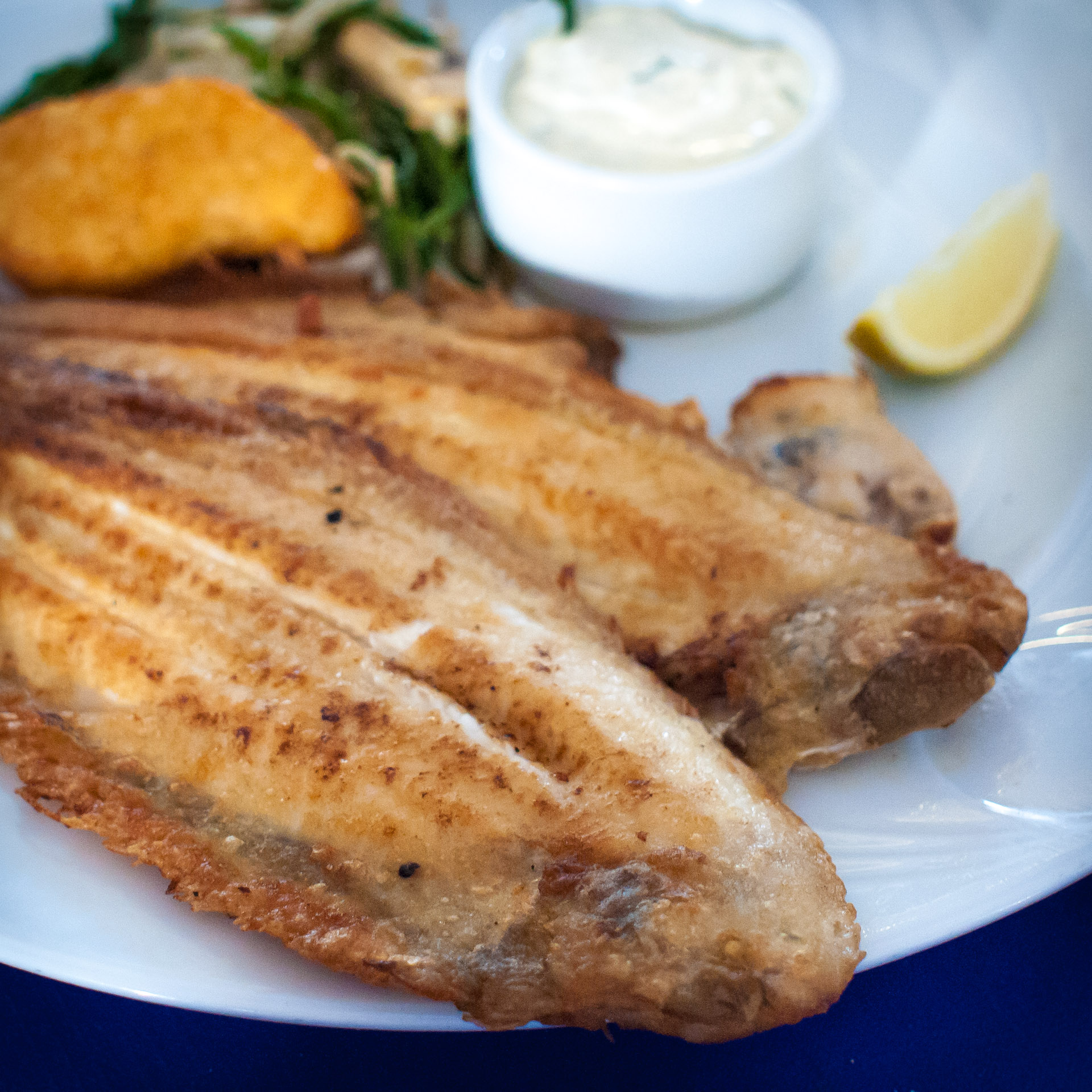
小さなホンササウシノシタをバターで揚げたものは、人気のあるオランダ料理である。

ホンササウシノシタは味の良さ、多様性、調理の容易性等から食用に適していると言われる。フィレは様々なレシピに用いられる。
ドーバーソール (Dover sole) という別名は、19世紀に大半のヒラメが水揚げされたイギリスの漁港であるドーバーに由来している。
2010年、グリーンピースは、独自の海産物レッドリストにホンササウシノシタを追加した。